# Alphabeta
Alphabeta era un gruppo musicale israeliano che vinse l'Eurofestival 1978 con Izhar Cohen.
Il gruppo era formato da Reuven Erez, Lisa Gold-Rubin, Nehama Shutan, Ester Tzuberi, e Itzhak Okev.
La canzone vincitrice dell'Eurofestival si intitolava A-Ba-Ni-Bi.